# Penguin Riots
Penguin Riots es una banda chilena de rock, formada en la ciudad de Santiago. El grupo está compuesto por el guitarrista y vocalista Guillermo Salas (Giname), el tecladista y guitarrista Felipe Morris, el bajista Andy Inzu y el baterista Charly Meyson. 

## Historia

### Inicios (2015)
Los Penguin Riots se formaron el año 2015, cuando los integrantes Guillermo y Andy se conocen con 15 y 17 años respectivamente en la escuela. Ambos comenzaron tocando como guitarrista y bajista dentro de la banda que se había formado ese mismo año en su escuela, The Cach, donde tocaban covers en los eventos propios de aquella entidad educativa.
Cuando ambos amigos llegaban a su penúltimo año escolar, reconocieron el talento y conocimiento que habían adquirido en aquellos años para formar finalmente, a fines del 2020, Penguin Riots, el grupo donde comenzarían a grabar sus propias canciones. Para completar el cuarteto llaman al músico y productor Felipe Morris y a su profesor de música Charly Meyson, quienes se integrarían a la banda tocando teclado y batería respectivamente. 
Hoy en día han comunicado a sus cercanos que se encuentran en la grabación del que será su primer LP, para luego comenzar a presentarlo en distintos lugares del país.

## Distinciones
- 2017: En este año, los Penguin Riots, bajo su anterior nombre, The Cach, participan en una batalla de bandas ganando el primer lugar. Obtuvieron como premio la grabación profesional en estudio de una canción.
- 2019: En este año, los Penguin Riots, bajo su anterior nombre, The Cach, participan en una gran competencia de bandas realizada anualmente en el colegio La Maisonnette, ubicado en la ciudad de Santiago de Chile. Obtienen el 5.º lugar dentro de más de 30 bandas escolares.